# Seediek
Seediek war ein mittelalterliches Kirchspiel in der heutigen Gemeinde Sande (Friesland). Das Kirchspiel Seediek wurde nach der Antoniflut im Jahre 1511 aufgegeben.  Die Kirche selbst stand noch bis 1531 und verschwand erst danach.
Auf der ehemaligen Kirchwurt (an der Kreisstraße von Mariensiel nach Sande) ist noch der alte  Friedhof („Ollhoff“, „Altenhof“) von Seediek zu lokalisieren.
Beim Bau der Kreisstraße von Mariensiel nach Sande wurden menschliche Knochen im Erdreich gefunden.